# Amatori Sporting Lodi 2012-2013
Questa voce raccoglie le informazioni riguardanti l'Amatori Sporting Lodi nelle competizioni ufficiali della stagione 2012-2013.

## Maglie e sponsor
Lo sponsor ufficiale per la stagione 2012-2013 fu Banca Popolare di Lodi.
| 1ª divisa | 2ª divisa |

## Organigramma societario
- Presidente:  Fulvio D'Attanasio
- Vicepresidenti: Vittorio Codeluppi e Raoul Frugoni
- Direttore generale: Roberto Citterio
- Direttore sportivo: Gabriele Rachelini
- Team manager: Federico Mazzola
- Responsabili del settore giovanile: Davide Ceccoli ed Eugenio Benelli

## Organico

### Giocatori
| N° | Naz.                 | Ruolo | Sportivo            |  |  |  |
| -- | -------------------- | ----- | ------------------- |  |  |  |
| 1  | Italia (bandiera)    | P     | Luca Passolunghi    |  |  |  |
| 2  | Italia (bandiera)    | E     | Pierluigi Bresciani |  |  |  |
| 3  | Argentina (bandiera) | E     | Mariano Velázquez   |  |  |  |
| 4  | Angola (bandiera)    | E     | João Pinto          |  |  |  |
| 5  | Italia (bandiera)    | E     | Domenico Illuzzi    |  |  |  |
| 6  | Italia (bandiera)    | E     | Marco Motaran       |  |  |  |
| 7  | Argentina (bandiera) | E     | Matías Platero      |  |  |  |
| 8  | Italia (bandiera)    | E     | Massimo Tataranni   |  |  |  |
| 9  | Italia (bandiera)    | E     | Sergio Festa        |  |  |  |
| 11 | Italia (bandiera)    | E     | Stefano Curti       |  |  |  |
| 12 | Italia (bandiera)    | E     | Riccardo Luppi      |  |  |  |
| 13 | Italia (bandiera)    | E     | Mattia Gori         |  |  |  |
| 15 | Italia (bandiera)    | E     | Riccardo Bernabé    |  |  |  |
| 20 | Italia (bandiera)    | P     | Daniele Bassi       |  |  |  |
| 30 | Italia (bandiera)    | P     | Alberto Losi        |  |  |  |
| 40 | Italia (bandiera)    | P     | Albert Lanthaler    |  |  |  |

### Staff tecnico
- Allenatore:  Pino Marzella, poi  Pierluigi Bresciani
- Preparatore atletico:  Angelo Borsa
- Meccanico:  Luigi Vigotti